# 尾藤竜一
尾藤 竜一（びとう りゅういち、1988年11月19日 - ）は、岐阜県郡上市白鳥町出身の元プロ野球選手（投手）。左投左打。プロでは育成選手であった。

## 経歴

### プロ入り前
白鳥町立大中小学校（現 郡上市立大中小学校）の4年次より野球を始める。白鳥町立白鳥中学校（現 郡上市立白鳥中学校）では軟式野球部で投手として活躍した。
岐阜県立岐阜城北高校に進学すると、1年春の東海大会からベンチ入り。同年秋からエースとして活躍。2年時の夏は、岐阜県予選準々決勝の中京高戦では9回途中までノーヒットノーランピッチングをするなど躍進し、決勝まで進むが土岐商業高に敗れ甲子園出場はならなかった。新チーム後の秋の岐阜大会及び東海大会で優勝したが、明治神宮大会では初戦で斎藤佑樹のいた早稲田実業高に敗れた。
2006年の第78回選抜高等学校野球大会に出場し、同大会とでは智辯和歌山高校戦でホームランを打つなど投打において活躍し岐阜県勢47年ぶりのベスト4という成績に貢献する。しかし、大会後は自身の故障もありチーム状態は低迷する。最後の夏は、岐阜県予選4回戦で県立岐阜商業高校と因縁の対決となるが9回裏に逆転サヨナラ3ランを浴びてチームは敗退し、高校野球生活にピリオドを打った。
高校卒業後は、早稲田大学に進学するも、高校時代から痛めていた左肘の影響もあり中退。その後の診察で左肘の靱帯が断裂していたことが判明したため、左手首に2本ある靱帯の1本を左肘へ移植する手術を受けた。
手術によって左肘が回復したため、読売ジャイアンツ（巨人）の入団テストを受けたところ合格。2008年のNPB育成ドラフト会議で巨人から2巡目で指名されたため、支度金200万円、年俸240万円（金額は推定）という条件で、育成選手として入団した。

### 巨人時代
2010年には、イースタン・リーグ公式戦5試合に登板。2試合に先発したが、防御率は8.71で、支配下選手登録や一軍公式戦への登板に至らなかった。
2011年には、イースタン・リーグ公式戦での登板機会がないまま、自身の意向で11月1日に退団した。

### 巨人退団後
少年野球時代に高木守道が主宰する野球大会「高木守道杯」へ参加していたことや、巨人以外のNPB球団で支配下登録選手になることを目指していたことから、2012年には、当時高木が一軍監督を務めていた地元球団の中日ドラゴンズで打撃投手を担当。1年目は、臨時のアルバイト扱いで打撃投手を務めながら、球団の厚意で二軍の練習に参加していた。後に現役続行を断念したため、2013年から打撃投手として正式に採用されたが、2017年限りで退団した。
その後は30歳になるのを機に、家業である白鳥交通に入社。観光バス運転手の管理や営業を担当し、2020年現在は常務取締役、関営業所長を務めている。また、本業の傍らで野球指導活動も行っており、2018年6月には小学生対象の野球塾を開校したり、2019年2月に学生野球の指導者資格を回復してからは、同年4月より朝日大学の臨時投手コーチを務めたりした。

## 詳細情報

### 年度別投手成績
- 一軍公式戦出場なし

### 背番号
- 109 （2009年 - 2010年）
- 015 （2011年）
- 114 （2013年 - 2017年）